# Mario Kart Arcade GP DX
Mario Kart Arcade GP DX es el tercer título de Mario Kart Arcade GP, que se lanzó en salas de recreativas japonesas el 25 de julio de 2013, y en las norteamericanas y europeas en 2014 (anunciado previamente para finales de 2013).
El juego presenta circuitos rediseñados, así como características introducidas en Mario Kart 7, como planeadores y carreras submarinas. Junto con los modos Gran Prix y Batalla, el juego presenta dos modos nuevos; alter ego y Equipo. El modo alter ego utiliza la funcionalidad en línea para permitir a los jugadores competir contra los registros de fantasmas previamente establecidos por otros jugadores. El modo de equipo permite que dos jugadores se enfrenten contra dos oponentes controlados por computadora. ¡Los dos jugadores pueden combinar sus karts para formar un kart más poderoso, con un jugador conduciendo y el otro sirviendo como artillero, similar a Mario Kart Double Dash! .
Las carreras están comentadas en japonés por Rica Matsumoto, quien también interpreta a Ash Ketchum en la versión japonesa del anime Pokémon, y en inglés por Jack Merluzzi.

## Personajes
El juego presentó un roster bastante cambiado respecto a su predecesor, totalizando 18 personajes jugables en total, incluyendo nuevamente personajes de otras sagas:
- Mario
- Luigi
- Pac-Man
- Peach
- Daisy (Nuevo)
- Yoshi
- Toad
- Bebé Mario (Nuevo)
- Bebé Peach (Nuevo)
- Don-Chan (Nuevo)
- Rosalina (Nuevo)
- Mario de Metal (Nuevo)
- Donkey Kong
- Bowser
- Wario
- Waluigi
- Rey Boo (Nuevo)
- Lakitu (Nuevo)